# The White Stripes
The White Stripes var en amerikansk rock-duo bestående af Jack White (vokal og guitar) og Meg White (trommer).
Duoen er dannet d. 14. juli 1997 (Bastilledagen). Deres første show var på en Bar ved Navn The Gold Dollar i Detroit, hvorfra de begge stammer. Allerede fra denne allerførste performance bar bandet kun tøj i farverne Rød, Hvid og Sort, faktisk blev sort først tilføjet senere, da deres tredje album White Blood Cells udkom. Duoen har indtil nu udgivet 6 album.
Deres tredje album var deres gennembrudsalbum. Fra denne stammer videoerne Fell in Love With A Girl, Dead Leaves and The Dirty Ground, Hotel Yorba og We're going to be friends.
The White Stripes er et Indierock band, men deres største indspirationskilde er Blues. Dette kommer til udtryk i sangskrivningen som Jack White står for. Desuden har bandet lavet covers af mange gamle bluessange eksempelvis, Death Letter (Son House), Stop Breaking Down (Robert Johnson), Your Southern Can is Mine (Blind Willie McTell) og. Lord, Send me an Angel (Blind Willie McTell).
Jack og Meg White har altid hævdet at være søskende, og Jack gør det endnu på scenen, det er dog år siden at en lille Detroitavis bragte sandheden, parret var i virkeligheden gift, og skiltes så før deres andet album udkom. På trods af dette, er der stadigt mange fans der hævder at de er søskende.
Jack White medvirker i filmen "It might get loud" og nævner flere gange at Meg er hans søster.

## Diskografi
| År   | Studiealbum         | DK | U.S. | UK  |
| ---- | ------------------- | -- | ---- | --- |
| 1999 | The White Stripes   | -  | -    | 197 |
| 2000 | De Stijl            | -  | -    | -   |
| 2001 | White Blood Cells   | -  | 61   | 55  |
| 2003 | Elephant            | 35 | 6    | 1   |
| 2005 | Get Behind Me Satan | 12 | 3    | 3   |
| 2007 | Icky Thump          | 8  | 2    | 1   |